# Eunidia subnebulosa
Eunidia subnebulosa är en skalbaggsart som beskrevs av Stefan von Breuning 1961. Eunidia subnebulosa ingår i släktet Eunidia och familjen långhorningar. Inga underarter finns listade i Catalogue of Life.